# David i Goliat, Homenatge a les Brigades Internacionals
David i Goliat, Homenatge a les Brigades Internacionals és un monument fet per l'escultor Roy Schifrin que es troba al districte d'Horta-Guinardó, a Barcelona.
Escultura d'homenatge a les Brigades Internacionals finançada per l'associació que agrupa un dels contingents que en van formar part, el batalló Abraham Lincoln, format per nord-americans, i per la Spanish Civil War Historical Society. El monument fou inaugurat el 28 d'octubre 1988.
Al peu del monument, s'hi poden llegir uns fragments del discurs de comiat que Dolores Ibárruri, la Pasionaria, els va dedicar.

## Història
Les Brigades Internacionals van ser unitats militars formades per voluntaris d'esquerra vinguts de diversos països del món per lluitar a la Guerra Civil Espanyola, a favor de la República i contra el feixisme. Les Brigades Internacionals van participar en la guerra com a unitats de xoc, fins que el 23 de setembre de 1938 es van retirar del conflicte a causa de la pressió de la comunitat internacional. El 28 d'octubre de 1938, el govern de la Segona República Espanyola va organitzar un multitudinari acte de comiat a Barcelona, on van desfilar els soldats internacionals que marxaven del país.
Cinquanta anys després, el 28 d'octubre de 1988, per iniciativa de l'associació nord-americana Spanish Civil War Historical Society, es va inaugurar a la boca nord del túnel de la Rovira, el monument David i Goliat (obra de l'escultor Roy Schifrin) per homenatjar tots els voluntaris.